# Leandro Barbosa de Souza
Leandro Barbosa de Souza (Goiânia, 13 de outubro de 1975) é um triatleta brasileiro.

## Histórico
Aos oito anos de idade, observado por seu primeiro professor e técnico, Leandro Barbosa foi convidado a ingressar na equipe principal de natação do Ipiranga Atlético Clube, então, o melhor clube de esportes de sua cidade natal Anápolis, Goiás. Em poucos anos já colecionava títulos regionais e índices para participação em eventos nacionais. Com notável perseverança e disciplina, superou dificuldades financeiras, perda de entes queridos e falta de apoio, isso, ainda em sua juventude, mas sem abandonar os esportes.
Aos dezoito anos tentou carreira militar em Brasília, entretanto acabou sendo seduzido pela esportividade na cidade em particular o triathlon no qual ingressa inspirado nas conquistas de expoentes do esporte, como Leandro Macedo e Alexandre Manzan. Nessa modalidade acumula títulos regionais consecutivos e destaca-se no cenário nacional.

Hoje, aos 35 anos, combina treinamento intenso com aulas de educação física, profissão que escolheu por estilo de vida, interligando assim suas atividades. No auge de sua forma física conta com parcerias que viabilizem maiores conquistas.

## Melhores resultados em competições

### Locais
- Campeão Brasiliense de Triathlon (geral) nos anos 2000, 2002, 2003, 2004, 2005;
- Campeão Brasiliense (geral) de Aquathlon nos anos de 2000 a 2007;
- Vice-campeão (geral) Brasiliense de Triathlon em 2006;
- 3º colocado (geral) no campeonato Brasiliense de Triathlon em 2007;
- 1º lugar (geral) na 2ª etapa do Campeonato Brasiliense de Aquathlon (06/09/2008).

### Regionais
- Vice-campeão (geral) de Triathlon Centro-Oeste no ano de 2005;
- Vice-campeão (geral) do Circuito Mormaii de Travessias em 2007;
- 3ª lugar (geral) das 1ª e 2ª etapas do Campeonato Brasiliense de Triathlon - 2008;
- Campeão (geral) das 3ª e 4ª etapas do Campeonato Brasiliense de Triathlon - 2008.

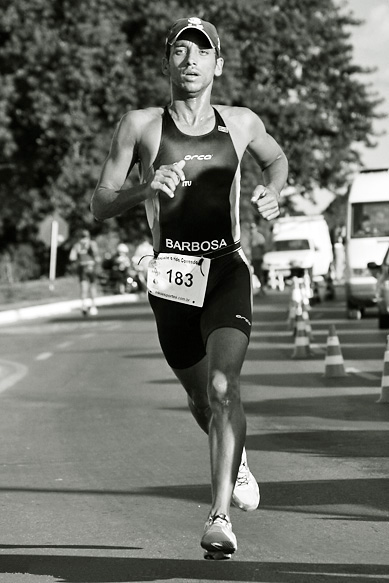
Leandro Barbosa.

### Nacionais
- Vice-campeão (elite) no Campeonato Brasileiro de Aquathlon em 2004;
- Vice-campeão (elite) Brasileiro de Aquathlon em 2005;
- 7º lugar (elite) nos Campeonatos Brasileiros de Triathlon nos anos 2003, 2004 e 2007;
- 10º lugar (elite) no Campeonato Brasileiro de Triathlon em 2005;
- 3º lugar (elite) no Campeonato Brasileiro de Aquatlon em 2006;
- 5º lugar (elite) no Campeonato Brasileiro de Aquatlon em 2007;
- 3º lugar (elite) no Campeonato Brasileiro de Aquathlon em 2008;
- 1º lugar (cat. comerciário) do SESC Triathlon Etapa Brasília - 2008;
- 1º lugar (cat. comerciário) do SESC Triathlon Etapa Belém - 2008;
- Campeão Brasileiro de Aquathlon 2010.

### Internacionais
- Atleta com pontos na ITU (elite), ranking mundial de triathlon;
- 6º lugar (elite) no Campeonato Sulamericano de Triathlon em 2004;
- Vice-campeão (elite) no Campeonato Pan-Americano de Aquathlon em 2004;
- Vice-campeão (elite) no Campeonato Pan-Americano de Aquathlon em 2005;
- Recorde Sul-Americano Máster categorias 25 a 29 anos e 30 a 35 anos nos 1.500 nado livre de natação;
- 6º lugar (elite) no Campeonato Mundial de Aquathlon de 2008;
- 3º lugar (elite) no Campeonato Mundial de Aquathlon (2011 Beijing ITU Aquathlon World Championships;
- 6º lugar (categoria 35-39 anos) no Campeonato Mundial de Triathlon (2011 Dextro Energy Triathlon - ITU World Championship Grand Final Beijing.

## Resultados em competições

### 2012
- 1º lugar (categoria Master e 3º lugar geral) na Travessia dos Fortes (Rio de Janeiro/RJ - 01/04/2012) - resultado[ligação inativa];

### 2011
- 1º lugar (geral) na 1ª etapa da Copa Progressiva de Triathlon Brasiliense.
- 1º lugar (categoria Master e 3º lugar geral) na Travessia dos Fortes (Rio de Janeiro/RJ - 03/04/2011) - resultado;
- 3º lugar (elite) na 1ª etapa do Campeonato Brasileiro de Triathlon Olímpico (Ilhéus/BA - 04/06/2011) - resultado;
- 3º lugar (elite) no Mundial de Aquahtlon (2011 Beijing ITU Aquathlon World Championships - Beijing/China - 07/09/2011) - resultado;
- 6º lugar (categoria 35-39 anos) no Mundial de Triathlon (2011 Dextro Energy Triathlon - ITU World Championship Grand Final Beijing - 10/09/2011) - resultado;
- 3º lugar (elite) na Copa Brasil de Sprint Triathlon (Itumbiara/GO - 25/09/2011) - resultado;
- 7º lugar (geral) na 2ª etapa do Campeonato Brasileiro de Triathlon Standard [antigo Triathlon Olímpico] (Vitória/ES - 06/11/2011) - resultado;
- 3º lugar no Campeonato Brasileiro de Triathlon Standard 2011 resultado.

### 2010
- 1º lugar (categoria Master C) na Travessia dos Fortes (Rio de Janeiro/RJ - 04/04/2010) - resultado[ligação inativa];
- 1º lugar (comerciário) SESC Triathlon etapa Brasília (Brasília/DF - 16/05/2010) - resultado[ligação inativa];
- 2º lugar (elite) na 1ª etapa do XII Campeonato Brasileiro de Aquathlon (João Pessoa/PB - 22/05/2010) - resultado.
- 1º lugar (geral) na 2ª etapa do 11º Circuito Mormaii de Natação em Águas Abertas (Brasília/DF - 29/05/2010) - resultado[ligação inativa];
- 3º lugar geral (1º na categoria de 4 componentes - Equipe Os Pédivela: Leandro Barbosa, Paulo Henrique, Rafael Holsback e Thiago Lima) na 7ª Volta do Lago Caixa (Brasília-DF - 30/05/2010) - resultado;
- 1º lugar (elite) na 2ª etapa do XII Campeonato Brasileiro de Aquathlon (Rio de Janeiro/RJ - 13/06/2010) - resultado;
- 2º lugar (elite) na 3ª etapa do XII Campeonato Brasileiro de Aquathlon (Fortaleza/CE - 16/10/2010) - resultado;
- CAMPEÃO BRASILEIRO DE AQUATHLON 2010 resultado;
- 1º lugar (geral) no 1º Campeonato Interestadual de Triatlo resultado[ligação inativa].

### 2009
- 1º lugar no I Aquathlon PMDF (14/3/2009) - notícia/resultado;
- 5º lugar (elite) na 1ª etapa Copa Brasil de Triathlon (Brasília/DF - 03/05/2009) - resultado;
- 4º lugar (elite) no Campeonato Brasileiro de Aquathlon (Aracaju/SE - 16/05/2009) - resultado;
- 1º lugar (comerciário) SESC Triathlon etapa Brasília (Brasília/DF - 17/05/2009) - resultado;
- 1º lugar (revezamento) Xterra Series Cross-Triathlon 2009 (Brasília/DF - 26/07/2009) - resultado;
- 1º lugar (comerciário) SESC Triathlon etapa Belém (Belém/PA - 06/08/2009) - resultado[ligação inativa];
- 1º lugar (geral) na 2ª etapa da 8ª Copa MKS de Aquathlon (Brasília/DF - 12/09/2009) - resultado;
- 1º lugar (geral) na 3ª etapa da 8ª Copa MKS de Aquathlon (Brasília/DF - 28/11/2009) - resultado;
- 3º lugar 200 metros livre - 1ª Copa Centro-Brasileira Masters de Natação (Brasília/DF - 06/12/2009) -  resultado[ligação inativa];
- 1º lugar 100 metros borboleta - 1ª Copa Centro-Brasileira Masters de Natação (Brasília/DF - 06/12/2009) -  resultado[ligação inativa].

### 2008
- 4º lugar (geral) na 1ª etapa do 9º Circuito de Natação em Águas Abertas - 3Km (15/03/2008) - resultado[ligação inativa];
- 1º lugar (geral) na 1ª etapa do 1º Campeonato Brasileiro Masters de Maratonas Aquáticas (26/04/2008) - resultado[ligação inativa];
- 3º lugar (geral) na 1ª etapa da 1ª Copa Pedacinho de Triathlon (22/03/2008) - resultado;
- 3º lugar (elite) no Campeonato Brasileiro de Aquathlon (Rio de Janeiro/BRA - 13/04/2008) - resultado;
- 1º lugar (geral) na 2ª etapa do 9º Circuito de Natação em Águas Abertas - 3Km (31/05/2008) - resultado;
- 1º lugar (geral) na 2ª etapa da 1ª Copa Pedacinho de Triathlon (07/06/2008) - resultado;
- 6º lugar (elite) no Campeonato Mundial de Aquathlon (Monterrey/MEX - 29/06/2008) - resultado;
- 1º lugar (geral) na 2ª etapa do 7º Campeonato Brasiliense de Aquathlon (06/09/2008) - resultado;
- 1º lugar (geral) na 3ª etapa da 1ª Copa Pedacinho de Triathlon (25/10/2008) - resultado;
- 1º lugar (geral) na 4ª etapa do 9º Circuito de Natação em Águas Abertas - 1Km (08/11/2008) - resultado[ligação inativa];
- 3º lugar (elite) na 3ª etapa da Copa Brasil de Triathlon (16/11/2008) - resultado;
- 1º lugar (geral) na 3ª etapa do 7º Campeonato Brasiliense de Aquathlon (29/11/2008) - resultado[ligação inativa].

### Notícias
- «Campeonato Brasileiro de Aquathlon 2008 - CBTri»
- «Resultados Campeonato Brasileiro de Aquathlon 2008 - FGTri»
- «Brasileiros Brilham no Mundial de Aquathlon 2008 - CBTri»
- «Mundial de Aquathlon 2008 - FGTri»
- «Na Elite do Triatlo Brasileiro» (PDF)
- «Aquathlon no Parque da Península dos Ministros»
- «Leandro Barbosa e Mariana Ohata vencem a 2ª etapa do Aquathlon»
- «Iatista Brilha em Mundial de Aquatlo» (PDF)
- «Leandro e Suzana vencem a última etapa da Copa Pedacinho»
- «Última etapa da Travessia foi uma grande festa»
- «I Aquathlon PMDF - bicentenário da Polícia Militar do Distrito Federal»
- «Passaporte Carimbado para o Mundial (Reportagem Revista Iate)»
- «Leandro Barbosa e Aglaé vencem o Aquathlon»
- «Vitória contra o sol e o percurso (Reportagem Correio Brasiliense - 13/09/2009)»
- «Leandro Barbosa e Aglaé vencem última etapa do Aquathlon - 28/11/2009»
- «Iatistas conquistam resultados expressivos»
- Etapa de Aquathlon reúne 200 atletas - 24/05/2010
- Natação: Agitação toma conta do Lago Paranoá - 11ª edição do Circuito de Natação em Águas Abertas encheu as águas do lago de atletas - 30/05/2010
- Jéssica e Leandro vencem 2ª etapa do Brasileiro de aquathlon - 14/06/2010
- Aquathlon: Iatista é campeão - 18/06/2010[ligação inativa]
- Brasileiros embarcam para Mundiais da Hungria - Set/2010
- CBTri divulga lista parcial de inscritos para Mundial de Budapeste - Set/2010
- Brasileiros disputam Mundial de Aquathlon - 08/09/2010
- Brasil conquista duas medalhas de ouro e uma de prata no Mundial de aquathlon - 08/09/2010
- Brasileiros brilham no Mundial de Aquathlon - Set/2010
- Diego Molina e Leandro Barbosa: disputa equilibrada pelo título do Brasileiro de Aquathlon - Out/2010[ligação inativa]
- Brasil brilha no Mundial de Aquathlon e conquista nove medalhas - 08/09/2011